# Campionati del mondo di mezza maratona 2009
I Campionati del mondo di mezza maratona 2009 (18ª edizione) si sono svolti il giorno 11 ottobre a Birmingham, nel Regno Unito. Vi hanno preso parte 158 atleti in rappresentanza di 39 nazioni.

## Gara maschile

### Individuale
| Posizione | Atleta                   | Nazionalità | Tempo    |
| --------- | ------------------------ | ----------- | -------- |
| Oro       | Zersenay Tadese          | Eritrea     | 59'35"   |
| Argento   | Bernard Kipyego          | Kenya       | 59'59"   |
| Bronzo    | Dathan Ritzenhein        | Stati Uniti | 1h00'00" |
| 4º        | Wilson Kipsang Kiprotich | Kenya       | 1h00'08" |
| 5º        | Samuel Tsegay            | Eritrea     | 1h00'17" |
| 6º        | Wilson Chebet            | Kenya       | 1h00'59" |
| 7º        | Kiplimo Kimutai          | Kenya       | 1h01'31" |
| 8º        | Stephen Mokoka           | Sudafrica   | 1h01'36" |
| 9º        | Juan Carlos Romero       | Messico     | 1h01'48" |
| 10º       | Sammy Kitwara            | Kenya       | 1h01'59" |
| 11º       | Tilahun Regassa          | Etiopia     | 1h02'08" |
| 12º       | Dereje Tesfaye           | Etiopia     | 1h02'09" |
| 13º       | Rachid Kisri             | Marocco     | 1h02'11" |
| 14º       | Abebe Negewo             | Etiopia     | 1h02'25" |
| 15º       | Fabiano Joseph Naasi     | Tanzania    | 1h02'25" |

### A squadre
| Posizione | Squadra     | Atleti                                                 | Tempo    |
| --------- | ----------- | ------------------------------------------------------ | -------- |
| Oro       | Kenya       | Bernard Kipyego Wilson Kipsang Kiprotich Wilson Chebet | 3h01'06" |
| Argento   | Eritrea     | Zersenay Tadese Samuel Tsegay Adhanom Abraha           | 3h02'39" |
| Bronzo    | Etiopia     | Tilahun Regassa Dereje Tesfaye Abebe Negewo            | 3h06'42" |
| 4º        | Stati Uniti | Dathan Ritzenhein Andrew Carlson James Carney          | 3h06'50" |
| 5º        | Tanzania    | Fabiano Joseph Naasi Marco Joseph Gitimi Shamba        | 3h08'29" |

## Gara femminile

### Individuale
| Posizione | Atleta             | Nazionalità   | Tempo    |
| --------- | ------------------ | ------------- | -------- |
| Oro       | Mary Keitany       | Kenya         | 1h06'36" |
| Argento   | Philes Ongori      | Kenya         | 1h07'38" |
| Bronzo    | Aberu Kebede       | Etiopia       | 1h07'39" |
| 4ª        | Caroline Kilel     | Kenya         | 1h08'16" |
| 5ª        | Mestawet Tufa      | Etiopia       | 1h09'11" |
| 6ª        | Tirfi Tsegaye      | Etiopia       | 1h09'24" |
| 7ª        | Kimberley Smith    | Nuova Zelanda | 1h09'35" |
| 8ª        | Filomena Cheyech   | Kenya         | 1h09'44" |
| 9ª        | Inga Abitova       | Russia        | 1h09'53" |
| 10ª       | Silviia Skvortsova | Russia        | 1h09'56" |
| 11ª       | Amy Yoder Begley   | Stati Uniti   | 1h10'09" |
| 12ª       | Yurika Nakamura    | Giappone      | 1h10'19" |
| 13ª       | Ryoko Kizaki       | Giappone      | 1h10'32" |
| 14ª       | Workitu Ayanu      | Etiopia       | 1h10'35" |
| 15ª       | René Kalmer        | Sudafrica     | 1h10'37" |

### A squadre
| Posizione | Squadra     | Atleti                                      | Tempo    |
| --------- | ----------- | ------------------------------------------- | -------- |
| Oro       | Kenya       | Mary Keitany Philes Ongori Caroline Kilel   | 3h22'30" |
| Argento   | Etiopia     | Aberu Kebede Mestawet Tufa Tirfi Tsegaye    | 3h26'14" |
| Bronzo    | Russia      | Inga Abitova Silvia Skvortsova Elza Kireeva | 3h31'23" |
| 4ª        | Giappone    | Yurika Nakamura Ryoko Kizaki Remi Nakazato  | 3h31'31" |
| 5ª        | Stati Uniti | Amy Yoder Begley Serena Burla Amy Hastings  | 3h34'24" |

## Medagliere
| Posizione | Paese       | Oro | Argento | Bronzo | Totale |
| --------- | ----------- | --- | ------- | ------ | ------ |
| 1         | Kenya       | 3   | 2       | 0      | 5      |
| 2         | Eritrea     | 1   | 1       | 0      | 2      |
| 3         | Etiopia     | 0   | 1       | 2      | 3      |
| 4         | Russia      | 0   | 0       | 1      | 1      |
| 4         | Stati Uniti | 0   | 0       | 1      | 1      |
| Totale    | Totale      | 4   | 4       | 4      | 12     |